# Les fêtes vénitiennes
Les fêtes vénitiennes (en español, Las fiestas venecianas) también escrito Les festes vénitiennes, es una opéra-ballet en un prólogo (más tarde a veces se omite, se resume o se reemplaza) y tres entrées (cuatro o cinco en versiones posteriores) con música del compositor francés André Campra y libreto de Antoine Danchet. Se estrenó en la Académie royale de musique el 17 de junio de 1710. 
Según la costumbre de la época, al principio se le llamó simplemente "ballet", pero es una de los más importantes y exitosos ejemplos del nuevo género que más tarde los eruditos llamaron opéra-ballet, que se había vuelto popular en París hacia finales del siglo XVII.
La ópera de Campra y Danchet demostró ser increíblemente popular desde el principio, y, a través de ensayo y error, "se perpetuó hasta el punto de que se escribieron nuevas entrées para reemplazar los actos que parecían estar perdiendo su atractivo". Entre junio y diciembre de 1710, Campra y Danchet experimentaron con un total de dos prólogos y ocho entrées y la ópera se representó doce veces diversas, alcanzando su representación n.º 51 el 14 de octubre, cuando se reestructuró en una versión con un prólogo acortado y cuatro entrées (que iban a convertirse en cinco en el siguiente mes de diciembre). 

## Personajes
| Personajes | Tesitura | Reparto del estreno, 17 de junio de 1710 (Director: Louis de La Coste)                                                                    |
| Prólogo: "Le Triomphe de la Folie sur la Raison dans le temps de Carnaval" ("El triunfo de la Locura sobre la Razón durante el Carnaval")         | Prólogo: "Le Triomphe de la Folie sur la Raison dans le temps de Carnaval" ("El triunfo de la Locura sobre la Razón durante el Carnaval") | Prólogo: "Le Triomphe de la Folie sur la Raison dans le temps de Carnaval" ("El triunfo de la Locura sobre la Razón durante el Carnaval") |
| --- | --- | --- |
| Locura | soprano | Marie-Catherine Poussin |
| Razón | soprano | Mlle Desmatins |
| Carnaval | bajo-barítono | Gabriel-Vincent Thévenard |
| Héraclite | bajo-barítono | Charles Hardouin |
| Démocrite | tenor | Louis Mantienne |
| Primera entrée: "La feste des barquerolles" ("El festival de los barqueros")                                                                      | | |
| Un doctor veneciano | bajo-barítono | Jean Dun 'père' |
| Lilla | soprano | Mlle Dun |
| Damiro | haute-contre (tenor alto) | Jacques Cochereau |
| Una gondolera, representando la Victoria | soprano | Mlle Hacqueville (or D'Huqueville) |
| Un gondolero | haute-contre | Guesdon |
| Segunda entrée: "Les sérénades et les joueurs" ("Serenatas y juegos")                                                                             | | |
| Léandre | bajo-barítono | Gabriel-Vincent Thévenard |
| Isabelle | soprano | Françoise Journet |
| Lucile | soprano | Mlle Pestel |
| Irène | soprano | Mlle Dun |
| Fortune | soprano | Françoise Dujardin |
| Un seguidor de Fortuna | haute-contre | M. Buseau |
| Tercera entrée: "Les saltinbanques de la place St Marc ou L'Amour saltinbanque" ("Los acróbatas de la Plaza de san marcos, o Cupido el acróbata") | | |
| Filindo | bajo-barítono | Charles Hardouin |
| Eraste | haute-contre | Jacques Cochereau |
| Léonore | soprano | Marie-Catherine Poussin |
| Nérine (travesti) | tenor | Louis Mantienne |
| Amour acrobat (travesti) | soprano | Mlle Dun |
| Primera entrée añadida en fecha posterior: "La feste marine" ("El festival marino")                                                               | Primera entrée añadida en fecha posterior: "La feste marine" ("El festival marino")                                                       | Representado por vez primera el 8 de julio de 1710                                                                                        |
| Astophe | bajo-barítono | Jean Dun 'père' |
| Dorante | haute-contre | Jacques Cochereau |
| Cephise | soprano | Françoise Journet |
| Doris | soprano | Mlle Dun |
| Un marinero | haute-contre | Guesdon |
| Segunda entrée añadida en una fecha posterior: "Le bal ou le maître à danser" ("La danza, o el maestro de baile")                                 | Segunda entrée añadida en una fecha posterior: "Le bal ou le maître à danser" ("La danza, o el maestro de baile")                         | Primera representación el 8 de agosto de 1710                                                                                             |
| Alamir | bajo-barítono | Gabriel-Vincent Thévenard |
| Themir | haute-contre | Buseau |
| Iphise | soprano | Françoise Journet |
| Un maestro de música | tenor | Louis Mantienne |
| Un maestro de baile | tenor | François-Robert Marcel |
| Un enmascarado | haute-contre | (no consta) |
| Tercera entrée añadida en una fecha posterior: "Les devins de la Place St Marc" ("Los adivinos de la Plaza de san Marcos")                        | Tercera entrée añadida en una fecha posterior: "Les devins de la Place St Marc" ("Los adivinos de la Plaza de san Marcos")                | Primera representación el 5 de septiembre de 1710                                                                                         |
| Lèandre | bajo-barítono | Gabriel-Vincent Thévenard |
| Zélie | soprano | Marie-Catherine Poussin |
| Una gitana | soprano | Mlle Dun |
| Cuarta entrée añadida en fecha posterior: "L'Opéra ou le maître à chanter" ("La ópera, o el maestro de canto")                                    | Cuarta entrée añadida en fecha posterior: "L'Opéra ou le maître à chanter" ("La ópera, o el maestro de canto")                            | Representado por primera vez el 14 de octubre de 1710                                                                                     |
| Damire (Boreas) | bajo-barítono | Charles Hardouin |
| Adolphe/Un actor de la Ópera interpreta a Zephyr                                                                                                  | haute-contre | Buseau |
| Leontine (Flore) | soprano | Françoise Journet |
| Lucie (Una pastora) | soprano | Mlle Dun |
| El maestro de canto | haute-contre | (no consta) |
| Rodolphe | bajo-barítono | Courteil |
| Quinta entrée añadida en fecha posterior: "Le triomphe de la Folie" ("El triunfo de la Locura")                                                   | Quinta entrée añadida en fecha posterior: "Le triomphe de la Folie" ("El triunfo de la Locura")                                           | Primera representación en diciembre de 1710                                                                                               |
| Harlequin | ? | François Dumoulin |
| Folly | soprano | Marie-Catherine Poussin |
| Un doctor | bajo-barítono | Jean Dun 'père' |
| Un español | haute-contre | Jacques Cochereau |
| Un francés | bajo-barítono | Gabriel-Vincent Thévenard |
| Columbine | soprano | Mlle Dun |
| Otro español | ? | ? |
| Una muchacha española | soprano | ? |